# Världscupen i alpin skidåkning 2005/2006
Världscupen i alpin skidåkning 2005/2006 startade den 22 oktober 2005 i Sölden i Österrike och avslutades 19 mars 2006 i Åre i Sverige. Den totala världscupen vanns på herrsidan av Benjamin Raich, Österrike och på damsidan av Janica Kostelić, Kroatien.

## Tävlingskalender

### Herrar

#### Störtlopp
| Datum            | Ort                               | Etta                           | Tvåa                           | Trea                          |
| ---------------- | --------------------------------- | ------------------------------ | ------------------------------ | ----------------------------- |
| 26 november 2005 | Lake Louise (Kanada)              | Fritz Strobl (Österrike)       | Kjetil André Aamodt (Norge)    | Marco Büchel (Liechtenstein)  |
| 2 december 2005  | Beaver Creek (USA)                | Daron Rahlves (USA)            | Bode Miller (USA)              | Hans Grugger (Österrike)      |
| 10 december 2005 | Val d’Isère (Frankrike)           | Michael Walchhofer (Österrike) | Fritz Strobl (Österrike)       | Hans Grugger (Österrike)      |
| 17 december 2005 | Val Gardena (Italien)             | Marco Büchel (Liechtenstein)   | Michael Walchhofer (Österrike) | Erik Guay (Kanada)            |
| 29 december 2005 | Bormio (Italien)                  | Daron Rahlves (USA)            | Fritz Strobl (Österrike)       | Tobias Grünenfelder (Schweiz) |
| 14 januari 2006  | Wengen (Schweiz)                  | Daron Rahlves (USA)            | Michael Walchhofer (Österrike) | Fritz Strobl (Österrike)      |
| 21 januari 2006  | Kitzbühel (Österrike)             | Michael Walchhofer (Österrike) | Marco Büchel (Liechtenstein)   | Daron Rahlves (USA)           |
| 28 januari 2006  | Garmisch-Partenkirchen (Tyskland) | Hermann Maier (Österrike)      | Klaus Kröll (Österrike)        | Andreas Buder (Österrike)     |
| 4 februari 2006  | Chamonix (Frankrike)              | Tävlingen ställdes in.         | Tävlingen ställdes in.         | Tävlingen ställdes in.        |
| 15 mars 2006     | Åre (Sverige)                     | Aksel Lund Svindal (Norge)     | Bode Miller (USA)              | Peter Fill (Italien)          |

#### Super-G
| Datum            | Ort                               | Etta                         | Tvåa                       | Trea                           |
| ---------------- | --------------------------------- | ---------------------------- | -------------------------- | ------------------------------ |
| 27 november 2005 | Lake Louise (Kanada)              | Aksel Lund Svindal (Norge)   | Benjamin Raich (Österrike) | Daron Rahlves (USA)            |
| 1 december 2005  | Beaver Creek (USA)                | Hannes Reichelt (Österrike)  | Erik Guay (Kanada)         | Matthias Lanzinger (Österrike) |
| 16 december 2005 | Val Gardena (Italien)             | Hans Grugger (Österrike)     | Erik Guay (Kanada)         | Ambrosi Hoffmann (Schweiz)     |
| 20 januari 2006  | Kitzbühel (Österrike)             | Hermann Maier (Österrike)    | Peter Fill (Italien)       | Hannes Reichelt (Österrike)    |
| 29 januari 2006  | Garmisch-Partenkirchen (Tyskland) | Christoph Gruber (Österrike) | Scott Macartney (USA)      | Kjetil André Aamodt (Norge)    |
| 16 mars 2006     | Åre (Sverige)                     | Bode Miller (USA)            | Daron Rahlves (USA)        | Aksel Lund Svindal (Norge)     |

#### Storslalom
| Datum            | Ort                       | Etta                            | Tvåa                                              | Trea                                               |
| ---------------- | ------------------------- | ------------------------------- | ------------------------------------------------- | -------------------------------------------------- |
| 23 oktober 2005  | Sölden (Österrike)        | Hermann Maier (Österrike)       | Bode Miller (USA)                                 | Rainer Schönfelder (Österrike)                     |
| 3 december 2005  | Beaver Creek (USA)        | Bode Miller (USA)               | Daron Rahlves (USA)                               | Kalle Palander (Finland)                           |
| 18 december 2005 | Alta Badia (Italien)      | Massimiliano Blardone (Italien) | Davide Simoncelli (Italien)                       | François Bourque (Kanada)                          |
| 21 december 2005 | Kranjska Gora (Slovenien) | Benjamin Raich (Österrike)      | Massimiliano Blardone (Italien)                   | Thomas Grandi (Kanada)                             |
| 7 januari 2006   | Adelboden (Schweiz)       | Benjamin Raich (Österrike)      | Fredrik Nyberg (Sverige)                          | Stephan Görgl (Österrike) Kalle Palander (Finland) |
| 4 mars 2006      | Yongpyong (Sydkorea)      | Davide Simoncelli (Italien)     | Massimiliano Blardone (Italien)                   | Aksel Lund Svindal (Norge)                         |
| 5 mars 2006      | Yongpyong (Sydkorea)      | Ted Ligety (USA)                | Fredrik Nyberg (Sverige) Kalle Palander (Finland) |                                                    |
| 17 mars 2006     | Åre (Sverige)             | Benjamin Raich (Österrike)      | Massimiliano Blardone (Italien)                   | Fredrik Nyberg (Sverige)                           |

#### Slalom
| Datum            | Ort                            | Etta                                                  | Tvåa                         | Trea                       |
| ---------------- | ------------------------------ | ----------------------------------------------------- | ---------------------------- | -------------------------- |
| 4 december 2005  | Beaver Creek (USA)             | Giorgio Rocca (Italien)                               | Stéphane Tissot (Frankrike)  | Ted Ligety (USA)           |
| 12 december 2005 | Madonna di Campiglio (Italien) | Giorgio Rocca (Italien)                               | Benjamin Raich (Österrike)   | Kalle Palander (Finland)   |
| 22 december 2005 | Kranjska Gora (Slovenien)      | Giorgio Rocca (Italien)                               | Thomas Grandi (Kanada)       | Ted Ligety (USA)           |
| 8 januari 2006   | Adelboden (Schweiz)            | Giorgio Rocca (Italien)                               | Ted Ligety (USA)             | Benjamin Raich (Österrike) |
| 15 januari 2006  | Wengen (Schweiz)               | Giorgio Rocca (Italien)                               | Kalle Palander (Finland)     | Alois Vogl (Tyskland)      |
| 22 januari 2006  | Kitzbühel (Österrike)          | Jean-Pierre Vidal (Frankrike)                         | Reinfried Herbst (Österrike) | Benjamin Raich (Österrike) |
| 24 januari 2006  | Schladming (Österrike)         | Kalle Palander (Finland)                              | Akira Sasaki (Japan)         | Benjamin Raich (Österrike) |
| 10 mars 2006     | Shiga Kōgen (Japan)            | Benjamin Raich (Österrike)                            | Akira Sasaki (Japan)         | Thomas Grandi (Kanada)     |
| 11 mars 2006     | Shiga Kōgen (Japan)            | Reinfried Herbst (Österrike) Kalle Palander (Finland) |                              | Thomas Grandi (Kanada)     |
| 18 mars 2006     | Åre (Sverige)                  | Markus Larsson (Sverige)                              | Stéphane Tissot (Frankrike)  | Thomas Grandi (Kanada)     |

#### Alpin superkombination
| Datum            | Ort                     | Etta                           | Tvåa                           | Trea                 |
| ---------------- | ----------------------- | ------------------------------ | ------------------------------ | -------------------- |
| 11 december 2005 | Val d’Isère (Frankrike) | Michael Walchhofer (Österrike) | Rainer Schönfelder (Österrike) | Bode Miller (USA)    |
| 13 januari 2006  | Wengen (Schweiz)        | Benjamin Raich (Österrike)     | Kjetil André Aamodt (Norge)    | Peter Fill (Italien) |
| 3 februari 2006  | Chamonix (Frankrike)    | Benjamin Raich (Österrike)     | Rainer Schönfelder (Österrike) | Bode Miller (USA)    |

#### Alpin kombination
| Datum              | Ort                   | Etta                       | Tvåa              | Trea                       |
| ------------------ | --------------------- | -------------------------- | ----------------- | -------------------------- |
| 21-22 januari 2006 | Kitzbühel (Österrike) | Benjamin Raich (Österrike) | Bode Miller (USA) | Aksel Lund Svindal (Norge) |

### Damer

#### Störtlopp
| Datum            | Ort                            | Etta                             | Tvåa                             | Trea                              |
| ---------------- | ------------------------------ | -------------------------------- | -------------------------------- | --------------------------------- |
| 2 december 2005  | Lake Louise (Kanada)           | Elena Fanchini (Italien)         | Michaela Dorfmeister (Österrike) | Alexandra Meissnitzer (Österrike) |
| 3 december 2005  | Lake Louise (Kanada)           | Lindsey Kildow (USA)             | Sylviane Berthod (Schweiz)       | Michaela Dorfmeister (Österrike)  |
| 17 december 2005 | Val d’Isère (Frankrike)        | Lindsey Kildow (USA)             | Caroline Lalive (USA)            | Alexandra Meissnitzer (Österrike) |
| 13 januari 2006  | Bad Kleinkirchheim (Österrike) | Anja Pärson (Sverige)            | Michaela Dorfmeister (Österrike) | Fränzi Aufdenblatten (Schweiz)    |
| 14 januari 2006  | Bad Kleinkirchheim (Österrike) | Janica Kostelić (Kroatien)       | Nike Bent (Sverige)              | Michaela Dorfmeister (Österrike)  |
| 21 januari 2006  | Sankt Moritz (Schweiz)         | Michaela Dorfmeister (Österrike) | Renate Götschl (Österrike)       | Janica Kostelić (Kroatien)        |
| 27 januari 2006  | Cortina d’Ampezzo (Italien)    | Renate Götschl (Österrike)       | Julia Mancuso (USA)              | Elisabeth Görgl (Österrike)       |
| 15 mars 2006     | Åre (Sverige)                  | Anja Pärson (Sverige)            | Lindsey Kildow (USA)             | Elisabeth Görgl (Österrike)       |

#### Super-G
| Datum            | Ort                            | Etta                                                                         | Tvåa                                                               | Trea                             |
| ---------------- | ------------------------------ | ---------------------------------------------------------------------------- | ------------------------------------------------------------------ | -------------------------------- |
| 4 december 2005  | Lake Louise (Kanada)           | Alexandra Meissnitzer (Österrike)                                            | Andrea Fischbacher (Österrike)                                     | Michaela Dorfmeister (Österrike) |
| 9 december 2005  | Aspen (USA)                    | Nadia Styger (Schweiz)                                                       | Michaela Dorfmeister (Österrike)                                   | Andrea Fischbacher (Österrike)   |
| 18 december 2005 | Val d’Isère (Frankrike)        | Michaela Dorfmeister (Österrike)                                             | Alexandra Meissnitzer (Österrike)                                  | Emily Brydon (Kanada)            |
| 15 januari 2006  | Bad Kleinkirchheim (Österrike) | Janica Kostelić (Kroatien)                                                   | Michaela Dorfmeister (Österrike) Alexandra Meissnitzer (Österrike) |                                  |
| 20 januari 2006  | Sankt Moritz (Schweiz)         | Michaela Dorfmeister (Österrike)                                             | Tina Maze (Slovenien)                                              | Nicole Hosp (Österrike)          |
| 28 januari 2006  | Cortina d’Ampezzo (Italien)    | Anja Pärson (Sverige)                                                        | Julia Mancuso (USA)                                                | Lindsey Kildow (USA)             |
| 3 mars 2006      | Kvitfjell (Norge)              | Michaela Dorfmeister (Österrike) Lindsey Kildow (USA) Nadia Styger (Schweiz) |                                                                    |                                  |
| 16 mars 2006     | Åre (Sverige)                  | Nicole Hosp (Österrike)                                                      | Michaela Dorfmeister (Österrike)                                   | Martina Ertl-Renz (Tyskland)     |

#### Storslalom
| Datum            | Ort                        | Etta                                              | Tvåa                       | Trea                                               |
| ---------------- | -------------------------- | ------------------------------------------------- | -------------------------- | -------------------------------------------------- |
| 22 oktober 2005  | Sölden (Österrike)         | Tina Maze (Slovenien)                             | Janica Kostelić (Kroatien) | Anja Pärson (Sverige)                              |
| 10 december 2005 | Aspen (USA)                | María José Rienda (Spanien)                       | Anja Pärson (Sverige)      | Kathrin Zettel (Österrike)                         |
| 21 december 2005 | Špindlerův Mlýn (Tjeckien) | Janica Kostelić (Kroatien)                        | Kathrin Zettel (Österrike) | Marlies Schild (Österrike)                         |
| 28 december 2005 | Lienz (Österrike)          | Anja Pärson (Sverige)                             | Nicole Hosp (Österrike)    | Tina Maze (Slovenien)                              |
| 29 januari 2006  | Sankt Moritz (Schweiz)     | Nicole Hosp (Österrike)                           | Geneviève Simard (Kanada)  | Elisabeth Görgl (Österrike)                        |
| 3 februari 2006  | Ofterschwang (Tyskland)    | María José Rienda (Spanien)                       | Anja Pärson (Sverige)      | Kathrin Zettel (Österrike)                         |
| 4 februari 2006  | Ofterschwang (Tyskland)    | Anja Pärson (Sverige) María José Rienda (Spanien) |                            | Julia Mancuso (USA)                                |
| 5 mars 2006      | Hafjell (Norge)            | María José Rienda (Spanien)                       | Nicole Hosp (Österrike)    | Tanja Poutiainen (Finland)                         |
| 18 mars 2006     | Åre (Sverige)              | Janica Kostelić (Kroatien)                        | Geneviève Simard (Kanada)  | Nicole Hosp (Österrike) Tanja Poutiainen (Finland) |

#### Slalom
| Datum            | Ort                        | Etta                       | Tvåa                       | Trea                       |
| ---------------- | -------------------------- | -------------------------- | -------------------------- | -------------------------- |
| 11 december 2005 | Aspen (USA)                | Anja Pärson (Sverige)      | Janica Kostelić (Kroatien) | Kathrin Zettel (Österrike) |
| 22 december 2005 | Špindlerův Mlýn (Tjeckien) | Anja Pärson (Sverige)      | Janica Kostelić (Kroatien) | Marlies Schild (Österrike) |
| 29 december 2005 | Lienz (Österrike)          | Marlies Schild (Österrike) | Nicole Hosp (Österrike)    | Janica Kostelić (Kroatien) |
| 5 januari 2006   | Zagreb (Kroatien)          | Marlies Schild (Österrike) | Kathrin Zettel (Österrike) | Janica Kostelić (Kroatien) |
| 8 januari 2006   | Maribor (Slovenien)        | Marlies Schild (Österrike) | Janica Kostelić (Kroatien) | Therese Borssén (Sverige)  |
| 5 februari 2006  | Ofterschwang (Tyskland)    | Janica Kostelić (Kroatien) | Kathrin Zettel (Österrike) | Marlies Schild (Österrike) |
| 10 mars 2006     | Levi (Finland)             | Janica Kostelić (Kroatien) | Anja Pärson (Sverige)      | Kathrin Zettel (Österrike) |
| 11 mars 2006     | Levi (Finland)             | Anja Pärson (Sverige)      | Janica Kostelić (Kroatien) | Nicole Hosp (Österrike)    |
| 17 mars 2006     | Åre (Sverige)              | Janica Kostelić (Kroatien) | Marlies Schild (Österrike) | Anja Pärson (Sverige)      |

#### Alpin superkombination
| Datum           | Ort                    | Etta                       | Tvåa                  | Trea                       |
| --------------- | ---------------------- | -------------------------- | --------------------- | -------------------------- |
| 22 januari 2006 | Sankt Moritz (Schweiz) | Janica Kostelić (Kroatien) | Anja Pärson (Sverige) | Lindsey Kildow (USA)       |
| 4 mars 2006     | Kvitfjell (Norge)      | Janica Kostelić (Kroatien) | Anja Pärson (Sverige) | Marlies Schild (Österrike) |

## Herrar

### Slutställning
| Plats | Namn                | Land          | Poäng |
| ----- | ------------------- | ------------- | ----- |
| 1     | Benjamin Raich      | Österrike     | 1410  |
| 2     | Aksel Lund Svindal  | Norge         | 1006  |
| 3     | Bode Miller         | USA           | 928   |
| 4     | Daron Rahlves       | USA           | 903   |
| 5     | Michael Walchhofer  | Österrike     | 855   |
| 6     | Hermann Maier       | Österrike     | 818   |
| 7     | Kalle Palander      | Finland       | 801   |
| 8     | Kjetil André Aamodt | Norge         | 707   |
| 9     | Ted Ligety          | USA           | 636   |
| 10    | Marco Büchel        | Liechtenstein | 626   |

### Störtlopp
| Plats | Namn               | Land          | Poäng |
| ----- | ------------------ | ------------- | ----- |
| 1     | Michael Walchhofer | Österrike     | 522   |
| 2     | Fritz Strobl       | Österrike     | 491   |
| 3     | Daron Rahlves      | USA           | 444   |
| 4     | Marco Büchel       | Liechtenstein | 400   |
| 5     | Bode Miller        | USA           | 340   |

### Super-G
| Plats | Namn                | Land      | Poäng |
| ----- | ------------------- | --------- | ----- |
| 1     | Aksel Lund Svindal  | Norge     | 284   |
| 2     | Hermann Maier       | Österrike | 282   |
| 3     | Daron Rahlves       | USA       | 269   |
| 4     | Hannes Reichelt     | Österrike | 250   |
| 5     | Kjetil Andre Aamodt | Norge     | 223   |

### Storslalom
| Plats | Namn                  | Land      | Poäng |
| ----- | --------------------- | --------- | ----- |
| 1     | Benjamin Raich        | Österrike | 481   |
| 2     | Massimiliano Blardone | Italien   | 442   |
| 3     | Fredrik Nyberg        | Sverige   | 414   |
| 4     | Davide Simoncelli     | Italien   | 314   |
| 5     | Kalle Palander        | Finland   | 306   |

### Slalom
| Platss | Namn           | Land      | Poäng |
| ------ | -------------- | --------- | ----- |
| 1      | Giorgio Rocca  | Italien   | 547   |
| 2      | Kalle Palander | Finland   | 495   |
| 3      | Benjamin Raich | Österrike | 410   |
| 4      | Ted Ligety     | USA       | 396   |
| 5      | Thomas Grandi  | Kanada    | 360   |

## Damer

### Slutställning
| Plats | Namn                  | Land      | Poäng |
| ----- | --------------------- | --------- | ----- |
| 1     | Janica Kostelić       | Kroatien  | 1970  |
| 2     | Anja Pärson           | Sverige   | 1662  |
| 3     | Michaela Dorfmeister  | Österrike | 1364  |
| 4     | Nicole Hosp           | Österrike | 1112  |
| 5     | Lindsey Kildow        | USA       | 1067  |
| 6     | Marlies Schild        | Österrike | 961   |
| 7     | Kathrin Zettel        | Österrike | 872   |
| 8     | Julia Mancuso         | USA       | 755   |
| 9     | Alexandra Meissnitzer | Österrike | 753   |
| 10    | Elisabeth Görgl       | Österrike | 602   |

### Störtlopp
| Plats | Namn                 | Land      | Poäng |
| ----- | -------------------- | --------- | ----- |
| 1     | Michaela Dorfmeister | Österrike | 498   |
| 2     | Lindsey Kildow       | USA       | 410   |
| 3     | Renate Götschl       | Österrike | 315   |
| 4     | Janica Kostelić      | Kroatien  | 300   |
| 5     | Fränzi Aufdenblatten | Schweiz   | 272   |

### Super-G
| Plats | Namn                  | Land      | Poäng |
| ----- | --------------------- | --------- | ----- |
| 1     | Michaela Dorfmeister  | Österrike | 626   |
| 2     | Alexandra Meissnitzer | Österrike | 437   |
| 3     | Nadia Styger          | Schweiz   | 360   |
| 4     | Lindsey Kildow        | USA       | 326   |
| 5     | Janica Kostelić       | Kroatien  | 266   |

### Storslalom
| Plats | Namn                        | Land      | Poäng |
| ----- | --------------------------- | --------- | ----- |
| 1     | Anja Pärson                 | Sverige   | 586   |
| 2     | María José Rienda Contreras | Spanien   | 537   |
| 3     | Janica Kostelić             | Kroatien  | 464   |
| 4     | Nicole Hosp                 | Österrike | 461   |
| 5     | Geneviève Simard            | Kanada    | 343   |

### Slalom
| Plats | Namn             | Land      | Poäng |
| ----- | ---------------- | --------- | ----- |
| 1     | Janica Kostelić  | Kroatien  | 740   |
| 2     | Marlies Schild   | Österrike | 550   |
| 3     | Anja Pärson      | Sverige   | 485   |
| 4     | Kathrin Zettel   | Österrike | 399   |
| 5     | Tanja Poutiainen | Finland   | 320   |